# Ballenahalli, Hunsur
Ballenahalli là một làng thuộc tehsil Hunsur, huyện Mysore, bang Karnataka, Ấn Độ.